# Iván Helguera
Iván Helguera Bujía (n. 28 martie 1975 în Santander, Cantabria, Spania) este un fotbalist spaniol, retras din activitate. A jucat pe posturile de fundaș central și mijlocaș defensiv.

## Cariera la club
Helguera a început fotbalul la echipa CD Manchego și apoi la Albacete Balompié, jucând 14 meciuri în Segunda División 1996-97 acesta fiind ultimul sezon în care a activat pentru o echipă de ligă secundă.
A fost transferat în Serie A la echipa A.S. Roma , dar după prestațiile sale slabe a ajuns la RCD Espanyol, unde performanțele sale l-au propulsat spre Real Madrid, chiar înainte ca sezonul de La Liga 1998-99 să se termine.
La Real Madrid, Helguera a fost majoritatea meciurilor prima alegere ca titular. A dat cinci goluri în al treilea lui sezon de La Liga 2000-01 și șase goluri în al patrulea sezon. (2002-2003), alternând între poziția de fundaș și mijlocaș.
Nefiind un titular sigur în ultimele două sezoane, Helguera a reușit să strângă 42 de apariții (a marcat numai odată, într-o victorie cu Gimnàstic de Tarragona, pe 28 octombrie, 2006). La începutul de La Liga 2006-07 (ultimul sezon la Real Madrid), i-a fost luat numărul #6 de pe tricou (care a fost atribuit noului jucător Mahamadou Diarra), și i-a fost dat numărul #21. A fost trimis să se antreneze cu echipa de tineret, așteptând plecarea de la club, deși contractul său se termina în iunie 2009. Cu toate acestea, a reușit să redevină titular , influențând puțin echipa în sezonul intern 2007.
Ulterior, pe 20 iulie 2007, Helguera a semnat cu Valencia CF un contract pe trei ani. Până la semnarea contractului, Helguera și-a exprimat dorința de a ajunge la Valencia pentru o "perioadă lungă de timp" și a fost "încântat" să ajungă la club. Pe durata primului său sezon, a jucat un rol relativ important, ajutând echipa să câștige Cupa Spaniei în 2008. Însă, după ce a jucat foarte puțin în prima parte a sezonului La Liga 2008–09 (al doilea sezon la echipă), contractul său a fost reziliat pe 12 decembrie 2008. Echipele FC Dinamo București și Los Angeles Galaxy au fost interesate în transferarea jucătorului.

## Cariera internațională
Pentru Spania, Helguera a fost convocat de 47 de ori, meciul său de debut având loc pe data de 18 noiembrie 1998, într-un meci amical în deplasare cu Italia (2-2).
A jucat pentru țara sa la Euro 2000, Campionatul Mondial de Fotbal 2002 și Euro 2004, dar nu a fost convocat pentru Campionatul Mondial de Fotbal 2006 de către selecționerul Luis Aragonés.

## Viața personală
Fratele mai tânăr al lui Helguera, Luis, este de asemenea un jucător de fotbal profesionist (a jucat în prima ligă pentru Real Zaragoza și Deportivo Alavés, de asemenea în Italia).
Este căsătorit cu Lorena. Primul său copil este un băiat pe nume Luca născut pe data de 30 noiembrie, 2005. Al doilea său copil, Enzo este născut în 2008.

## Titluri
- UEFA Champions League: 1999-2000, 2001-02
- Supercupa Europei: 2002
- Cupa Intercontinentală: 2002
- Prima ligă spaniolă: 2000-01, 2002-03, 2006-07
- Cupa Spaniei: 2007-08
- Supercupa Spaniei: 2001, 2003